# Associazione Sportiva Latina 1950-1951
Questa pagina raccoglie le informazioni riguardanti l'Associazione Sportiva Latina nelle competizioni ufficiali della stagione 1950-1951.

## Rosa
| N. |                   | Ruolo | Calciatore       |
| -- | ----------------- | ----- | ---------------- |
|    | Italia (bandiera) | P     | Arnaldo Albenzi  |
|    | Italia (bandiera) | C     | G. Basile        |
|    | Italia (bandiera) | D     | Emilio Carton    |
|    | Italia (bandiera) | C     | Enzo Centomini   |
|    | Italia (bandiera) | A     | Antonio Casarini |
|    | Italia (bandiera) | C     | Oscar Leblanc    |
|    | Italia (bandiera) | C     | Roberto Magrelli |

| N. |                   | Ruolo | Calciatore       |
| -- | ----------------- | ----- | ---------------- |
|    | Italia (bandiera) | A     | Ennio Modesti    |
|    | Italia (bandiera) | A     | Vittorio Rinaldi |
|    | Italia (bandiera) | D     | Florindo Stocchi |
|    | Italia (bandiera) | A     | A. Strolighi     |
|    | Italia (bandiera) | C     | Edmondo Veronici |